# Kenzō Tange
Kenzō Tange (født 4. september 1913, død 22. marts 2005) – på japansk: 丹下 健三 Tange Kenzō. 
Kenzō Tange er én af de japanske arkitekter, der er kendt udenfor landets grænser. Han anses for at være den væsentligste repræsentant for "ny bygningskunst" i sit hjemland.

## Levnedsløb
Kenzō Tange er født i Osaka og voksede op i Imabari på øen Shikoku. Fra 1935 studerede han ved universitetet i Tokyo. I 1938 fik han ud over sin eksamen også Tatsuno-prisen. Hos Kunio Mayekawa, en af le Corbusiers tidligere medarbejdere, lærte han fagets virkelighed at kende allerede som ung arkitekt. I 1946 indledte ham sin undervisning ved Tokyos universitet samtidig med, at han fortsatte som selvstændig arkitekt.
Kenzō Tange blev først og fremmest kendt fra 1950'erne på grund af arbejdet med Hiroshima Fredscenter. Han forstod at skabe udtryksfulde værker ved at sammenbinde den nye nøgternhed i arkitekturen under påvirkning fra le Corbusier med japansk byggetradition. Han opnåede verdensberømmelse ved arbejdet med prestigeprojekter som olympiadebygningerne og verdensudstillingen, og han blev udnævnt til professor i byplanlægning ved Tokyos universitet.
Fra 1975 var Kenzō Tange bærer af ordenen Pour le Mérite for videnskab og kunst. I 1987 fik han Pritzker-prisen.
Den 22. marts 2005 døde Kenzō Tange i Tokyo i en alder af 91 år af et hjertestop.

## Værker

### Moderne bygninger
- 1949/1956 – Fredscentrum Hiroshima
- 1953/1954 – Bibliotek på Tsuda College i Tokyo
- 1955/1958 – Administrationsbygning for Kagawaprovinsen i Takamatsu
- 1959 – Rådhus i Imabari
- 1964 – Haller til de Olympiske lege i Tokyo
- 1964/1965 – Internationalt Konferencecentrum i Kyoto
- 1986 – OUB Building i Singapore, der med sine 280 m højde og 60 etager er den højeste bygning i byen.
- 1991 – Regeringssæde for Tokyo-præfekturet opført mellem 1991 og 1993. Den højeste bygning i Japan (243 m)
- 1994 – Fuji Television Building i Tokyo

### Traditionelle bygninger
- 1965 – Domkirken St. Maria i Tokyo

### Andre arbejder
- 1960 – Byplanprojekt i Tokyo
- 1965 – Byplanprojekt i Skopje, Makedonien
- 1967 – Fiera bydelen i Bologna
- 1970 – Verdensudstillingen i Ōsaka: Chefplanlægger; tag over festpladsen for Expo '70
- 1976 – Opførelse af den nye nigerianske hovedstad, Abuja